# インドネシア・エアアジア
インドネシア・エアアジア (Indonesia AirAsia) は、インドネシアのジャカルタを本拠地とするインドネシアの格安航空会社である。
2004年にエアアジアの子会社となった「AWAIR」が、2005年12月に「インドネシア・エアアジア」に社名変更。インドネシアの国内線を運航している。ジャカルタのスカルノハッタ国際空港を拠点としている。

## 保有機材

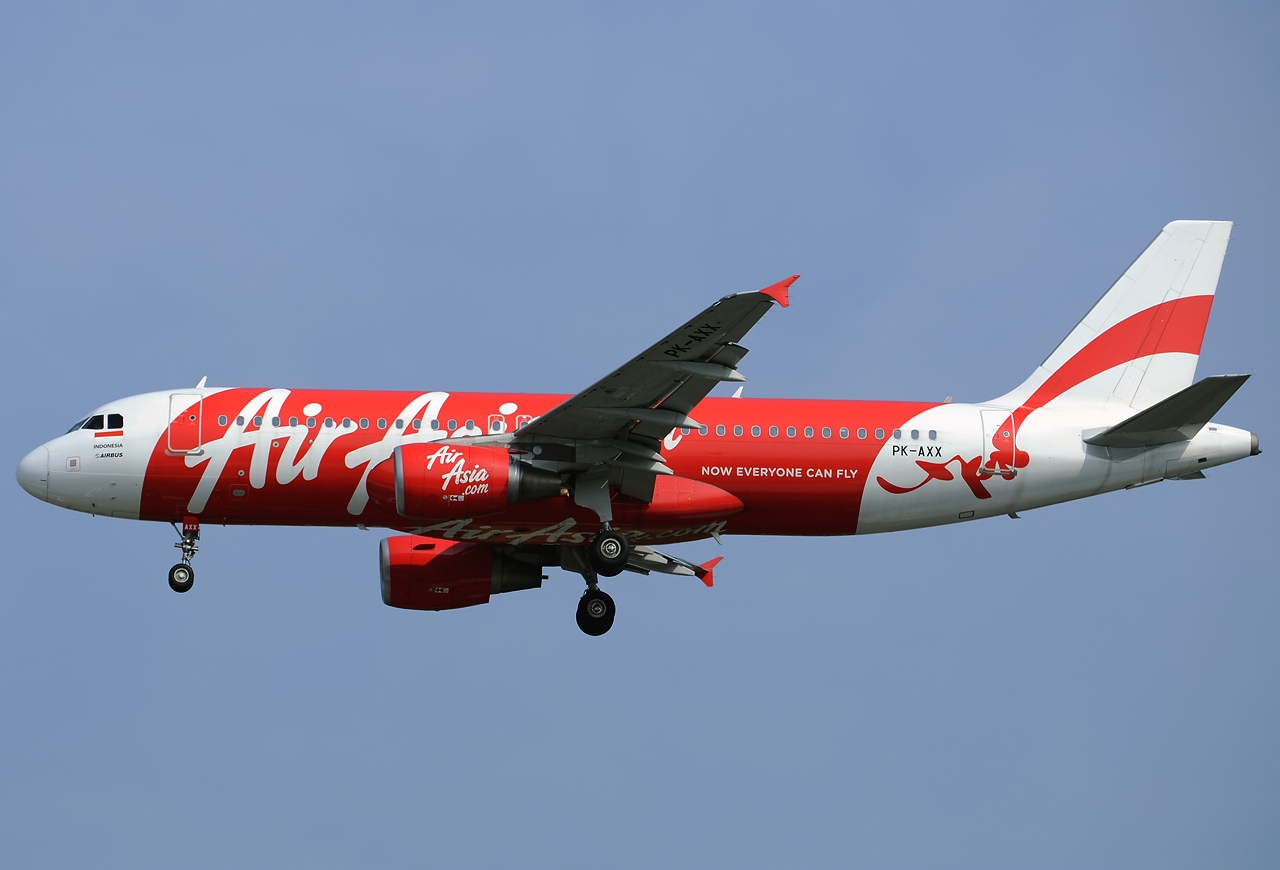
エアバス A320-200

- エアバスA320-200型機 : 24機[1][2]

## 就航都市
2020年以降、新型コロナウイルス感染症の影響により、多くの定期便が運休、減便、経路変更となっている。
| 地域       | 国             | 就航地 |
| ---------- | -------------- | --- |
| 東南アジア | インドネシア   | ジャカルタ/CGK、バリクパパン、バンダ・アチェ、バンダールランプン、バンドン、バリ島、コモド、ロンボク島、メダン、シランギット、スラカルタ、スラバヤ |
| 東南アジア | カンボジア     | プノンペン |
| 東南アジア | マレーシア     | クアラルンプール、ジョホールバル、クチン、ペナン島                                                                                                 |
| 東南アジア | シンガポール   | シンガポール |
| 東南アジア | タイ           | バンコク/ドンムアン |
| オセアニア | オーストラリア | パース |

2022年現在

## サービスの特徴
受託手荷物は有料で15,000ルピアである。座席は革張りだが、汚れても掃除をしやすいためである。45,000から75,000ルピアで事前座席指定ができる（子供、高齢者への割引制度あり）。機内への飲食物の持ち込みは禁止で、飲料、軽食が機内販売されている。
2008年11月10日をもって燃油サーチャージを廃止したが、2011年5月3日以降の国際線予約については徴収を再開した。

## 事故・インシデント
- インドネシア・エアアジア8501便墜落事故 - 2014年12月28日、スラバヤ発シンガポール行の便が乗員乗客162名を乗せてジャワ海で墜落した。生存者なし。